# THE JOURNEY 50TH ANNIVERSARY コンサートツアー
『THE JOURNEY 50TH ANNIVERSARY コンサートツアー』（ザ・ジャーニー・フィフティエス・アニバーサリー・コンサートツアー）は、松任谷由実（ユーミン）の16作目のライブビデオ。2024年5月29日にユニバーサル ミュージックよりリリース（DVD：UPBH-20323/4、Blu-ray Disc：UPXH-20137/8）。

## 解説
- 2023年5月13日から12月28日にかけて日本全国16都市で開催された、全54公演と自己キャリア史上最大規模となったデビュー50周年記念コンサートツアー「The Journey」から、11月の横浜アリーナ公演の模様を収録した作品[2]。尚、WOWOWで放送された映像は9月の横浜アリーナ公演も収録され、番組演出の都合で他会場の映像を一部使用していることが記載されている[3]。
- 特典映像には「1057 days of "The Journey"」と題した、構想のスタートからツアー最終日まで、リハ風景やスタッフの証言、ツアー各地でのユーミンの撮り下ろし映像も含む、1057日に及ぶ"The Journey"の記録ドキュメンタリーを約1時間程度収録する予定[2]。
- 特典のブックレット「DIRECTOR’S NOTE」には、ツアーのプロデューサーである松任谷正隆によるプロデューサー目線から見た"The Journey"の記録を、詳細な手記と写真を交え、様々な角度から迫った内容になっている[2]。
- 収録曲の約半分は「ユーミン万歳!」に収録されている。

## 収録内容

### DISC:1
1. 心のまま
「SURF&SNOW in Naeba Vol.32」以来11年ぶりの演奏
2. WANDERERS
「SURF&SNOW in Naeba Vol.42」以来1年ぶりの演奏。乗組員の衣装のダンサーによるロープを使用したパフォーマンスが行われる
3. リフレインが叫んでる
「SURF&SNOW in Naeba Vol.39」以来4年ぶりの演奏。ライブ演出にレーザーが使用されている。ユーミンのオフィシャルインスタグラムでは、レーザーが使用されるのは1989年から1990年に開催された「LOVE WARS TOUR」以来と紹介している[4]。
4. ただわけもなく
「CONCERT TOUR 2011 Road Show」以来12年ぶりの演奏。イントロで新米の船乗りの日記が読まれる
5. 満月のフォーチュン
「SURF&SNOW in Naeba Vol.41」以来2年ぶりの演奏。収録曲唯一の原曲キーでの演奏
6. TYPHOON
「SURF&SNOW in Naeba Vol.39」以来4年ぶりの演奏。ステージにカーテンが降り、中央にユーミンが座り込んで歌唱
7. 青いエアメイル
「SURF&SNOW in Naeba Vol.42」以来1年ぶりの演奏だが、バンドでの演奏は2012年に開催された「ユーミン×帝劇 8月31日～夏休み最後の日～」以来11年ぶり。「コンサートツアー 宇宙図書館 2016-2017」以来の映像化だが、バンド演奏でのリリースは初
8. 紅雀
「SURF&SNOW in Zushi Marina Vol.16」以来21年ぶりの演奏。歌唱中にステージ全体をまわる
9. あの日にかえりたい
荒井由実名義でゲスト出演した、SKYEのライブである「SKYE TOUR 2022」以来1年ぶりの演奏。前曲の後奏から途切れずに続けて演奏された
10. さまよいの果て波は寄せる
「SURF&SNOW in Naeba Vol.32」以来11年ぶりの演奏。演奏前に新米の船乗りの日記が読まれる
11. セイレーン
2010年に苗場プリンスホテルのゲレンデで開催されたミニライブ「時をかけるゲレンデライヴ」以来13年ぶりの演奏。通常のコンサートでは「THE LAST WEDNESDAY TOUR 2006」以来の演奏
12. Blue Planet
「SURF&SNOW in Naeba Vol.41」以来2年ぶりの演奏。近年のライブではイントロを一部カットしたアレンジであったが、今回は「THE LAST WEDNESDAY TOUR 2006〜HERE COMES THE WAVE〜」同様に原曲通りの演奏となった
13. Delphine
「CONCERT TOUR 2013-2014 POP CLASSICO」以来9年ぶりの演奏。フルサイズで演奏されるのは2007年に開催された「YUMING SPECTACLE SHANGRILA III〜ドルフィンの夢〜」以来。間奏でイルカのバルーンが登場する
14. LOVE WARS
「SURF&SNOW in Naeba Vol.34」以来9年ぶりの演奏。ドラゴンに乗って歌唱する
15. Now Is On
「SURF&SNOW in Naeba Vol.42」以来1年ぶりの演奏。映像でのリリースは初。2022年に開催された「SURF&SNOW in Naeba Vol.42」と同様に、コーラスの今井マサキによるラップが披露されるが詞が追加されている
16. 星空の誘惑
「SURF&SNOW in Naeba Vol.28」以来15年ぶりの演奏。演奏前に最後の新米の船乗りの日記が読まれる。原曲のブラスやストリングスの音が挿入されている
17. 埠頭を渡る風
同年に開催された「SURF&SNOW in Naeba Vol.43」以来の演奏。間奏で「SURF&SNOW in Zushi Marina」でも行われたベースの背弾きが披露される
18. 真夏の夜の夢
「SURF&SNOW in Naeba Vol.40」以来3年ぶりの演奏。間奏ではステージ中央でダンサーによるパフォーマンスが一人ずつ披露される
19. 航海日誌
2014年に開催されたディナーショー「Real Christmas Show 時の降る聖夜」以来9年ぶりの演奏。通常のコンサートでは、メドレーでの演奏を除き、「CONCERT TOUR 2009 TRANSIT」以来の演奏

Encore
1. 守ってあげたい
「SAVE THE SNOW PROJECTS」の一環である「SAVE THE SNOW CONCERT 2022」以来1年ぶりの演奏。「THE LAST WEDNESDAY TOUR 2006」と同様の、イントロのコーラスがないアレンジでの演奏
2. やさしさに包まれたなら
「SAVE THE SNOW CONCERT 2022」以来1年ぶりの演奏。「TIME MACHINE TOUR Traveling Through 45years」以来の映像化だが、原曲のアレンジでの収録は初
3. 春よ、来い
「SAVE THE SNOW CONCERT 2022」以来1年ぶりの演奏。「心のまま」のワンフレーズが曲の前に演奏され、間奏では「LOVE WARS」でも使用されたドラゴンにダンサーが乗って登場する。曲の終わりには、「TIME MACHINE TOUR Traveling Through 45years」同様に銅鑼の音がなる

Double Encore
1. 瞳を閉じて
「松任谷由実 コンサートツアー 深海の街」以来2年ぶりの演奏だが、映像でのリリースは初。演奏はギターの遠山哲朗とキーボードの武部聡志
2. 海を見ていた午後
同年開催の「SURF&SNOW in Naeba Vol.43」以来の演奏。フルサイズでは「松任谷由実 コンサートツアー 深海の街」以来の演奏。11月の横浜アリーナでの公演で演奏され、初日はキーボードの武部聡志による演奏のみであったが、2日目では「瞳を閉じて」同様にギターの遠山哲郎と共に演奏された

### DISC:2
特典映像：「1057 days of "The Journey"」